# Finnische Fußballmeisterschaft 1910
Die finnische Fußballmeisterschaft 1910 war die dritte Saison der höchsten finnischen Spielklasse im Herrenfußball.
Åbo IFK gewann die Meisterschaft.

## Endrunde

### Halbfinale
| Datum              |                 | Ergebnis  |                  |
| ------------------ | --------------- | --------- | ---------------- |
| 19. September 1910 | Viipurin Reipas | 6:2       | Viipurin Ponteva |
| 25. September 1910 | HJK Helsinki    | 1:3 (0:0) | Åbo IFK          |

### Finale
| Datum            |         | Ergebnis |                 |
| ---------------- | ------- | -------- | --------------- |
| 10. Oktober 1910 | Åbo IFK | 4:2      | Viipurin Reipas |